# Ampalamuyu
Ammpalamuyu, jedna od šest bandi Luckiamute Indijanaca, porodica Kalapooian, koji su nekada obitavali uz rijeku Luckiamute, pritoka Willamette, u Oregonu. Spominje ih Gatschet (u Lakmiut MS. vocab., B. A. E., 1877.)

## Vanjske poveznice
- Kalapooian Indian Bands, Gens and Clans  Arhivirana inačica izvorne stranice od 16. svibnja 2008. (Wayback Machine)